# Loyd Rooks

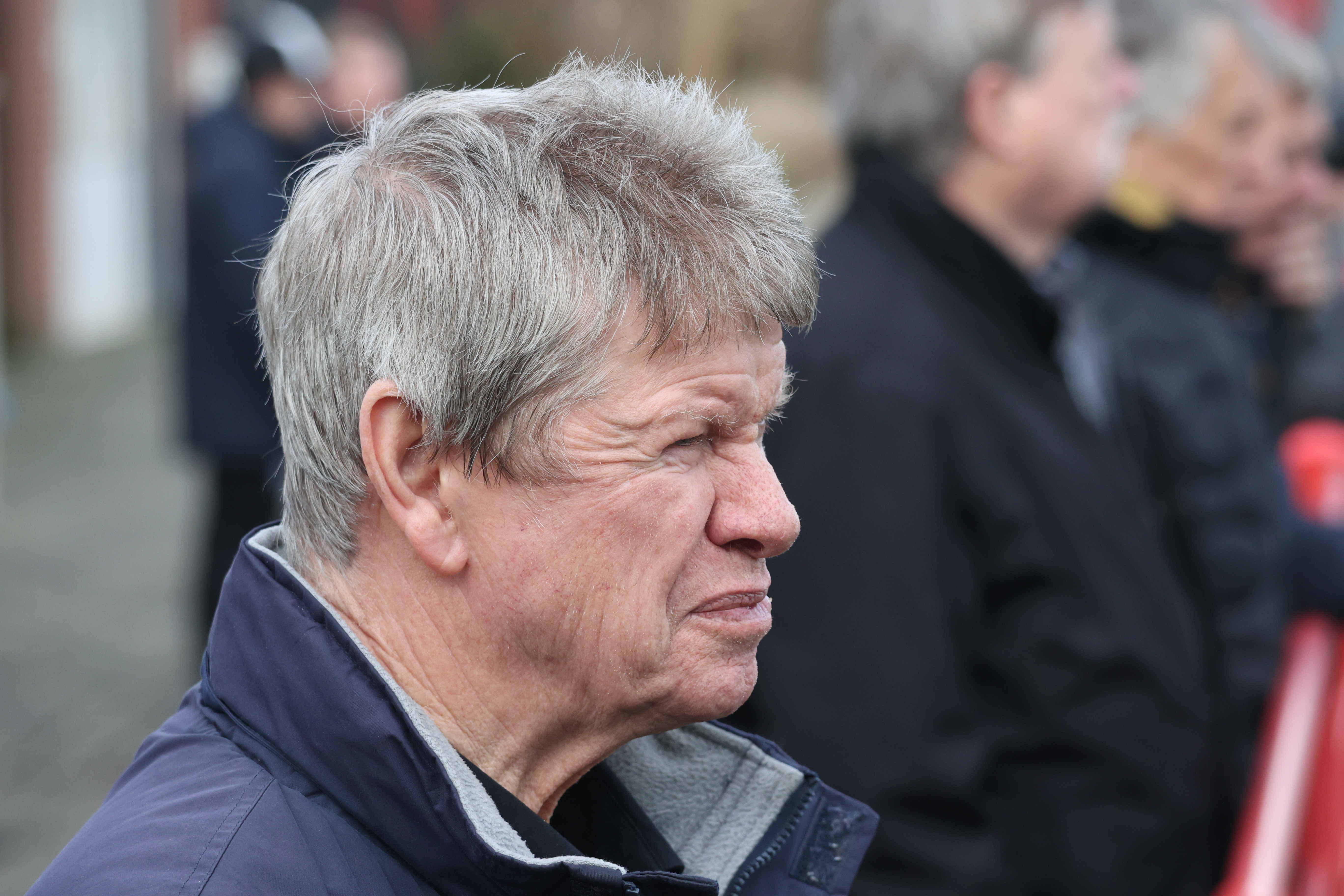
Loyd Rooks

Lloyd Rooks (Winterswijk, 21 november 1948) is een voormalig Nederlands voetballer. Hij speelde korte tijd voor FC Twente. Een ernstig auto-ongeluk maakte in 1970 een einde aan zijn loopbaan.
Rooks groeide op in Enschede en speelde in zijn jeugd voor De Tubanters en Sportclub Enschede. In 1968 tekende hij een contract bij FC Twente. Op 30 maart 1969 maakte hij zijn eredivisiedebuut, als invaller voor René Notten in een thuiswedstrijd tegen NAC. Een week later stond hij voor het eerst in de basisopstelling, thuis tegen FSC. Hij kwam dat seizoen in totaal tot acht eredivisiewedstrijden.
In het daaropvolgende seizoen, 1969-1970, speelde hij in drie duels, waarin hij één keer scoorde. In seizoen 1970/1971 leek hij veelvuldiger tot spelen te komen. Hij stond in de basis in de Europa Cupwedstrijd in Anatolië tegen Eskişehirspor en viel op 9 december thuis tegen Dinamo Zagreb in. Ook op 20 december 1970 was Rooks invaller, in de uitwedstrijd tegen ADO. Onderweg naar huis botste hij tussen Enschede en Haaksbergen met zijn auto tegen een boom. Met zwaar hersenletsel en diverse inwendige bloedingen werd Rooks levensgevaarlijk gewond naar het ziekenhuis overgebracht. Na een lange revalidatie kwam hij er weer bovenop, maar zijn voetbalcarrière was definitief voorbij. Rooks werd afgekeurd en trad in dienst van de gemeente Enschede, waar hij onder andere als beheerder van een fietsenstalling werkte. 